# دييغو مايورا
دييغو مايورا (بالإسبانية: Diego Mayora)‏ هو لاعب كرة قدم بيروفي في مركز الهجوم، ولد في 2 فبراير 1992 في بوكالبا في بيرو. لعب مع Sport Loreto ‏.

## وصلات خارجية
- دييغو مايورا على موقع قاعدة بيانات كرة القدم.إي يو (الإنجليزية)
- دييغو مايورا على موقع Soccerway.com (الإنجليزية)